# Особняк Ильиных
Особняк Ильиных — историческое здание в Луге, Ленинградская область. Расположено по адресу: улица Тоси Петровой, 11. Построено в конце XIX века. Является памятником архитектуры регионального значения.

## История
Здание было сооружено в конце 1880-х — начале 1890-х годов по заказу и на средства Анны Петровны Ильиной, вдовы инженера-технолога П. Т. Ильина, чей отец — Тимофей Ильич Ильин был купцом 1-й гильдии и одним из крупнейших домовладельцев Луги. Архитектором выступил гражданский инженер Пётр Иванович Балинский. 
Анна Ильина часто и подолгу проживала в Петербурге или заграницей, поэтому дом в Луге пустовал, длительное время был необитаем и выступал скорее как дача с большим парковым участком. В местных городских легендах пустующее здание часто называют «домом с привидениями». В 1913 году городские власти вели переговоры с Ильиной о покупке её дома для надобностей Луги. В своей телеграмме из Ниццы Ильина согласилась продать дом сначала за 55 тыс. рублей, а вернувшись в Петербург подняла цену до 65 тыс. рублей. Переговоры прекратились и сделка не состоялась.
После революции 1917 года здесь размещалось училище связи. После окончания Великой Отечественной войны здание занимал горком КПСС. В 1948 году бывший особняк Ильиной отвели под четырёхгодичную фельдшерско–акушерскую школу. Общежитие для учащихся школы находилось здесь же, на верхнем этаже. В 1957 году помещение передали Лужскому детскому дому. 
Во второй половине 2010-х годов в Доме ребёнка проведён косметический ремонт.

## Архитектура
Во внешнем облике особняка присутствует сходство со швейцарскими шале. Подобный стиль получил распространение в архитектуре дачных особняков, строившихся в окрестностях в Санкт-Петербурга в 1880-1890-е годы. 
Здание достаточно сложное по силуэту и асимметричное в плане. Главный объём акцентирован высокой двускатной кровлей и балконами лицевого фасада. В наружной отделке стен использовано сочетание декоративной каменной кладки с рустованным оформлением углов, множество деревянных деталей, включая оформление оконных проёмов, консолей, карнизов, фронтонов. Сочетаясь с природным камнем и кирпичом, всё это придаёт фасадам богатую художественную фактуру.

## Галерея

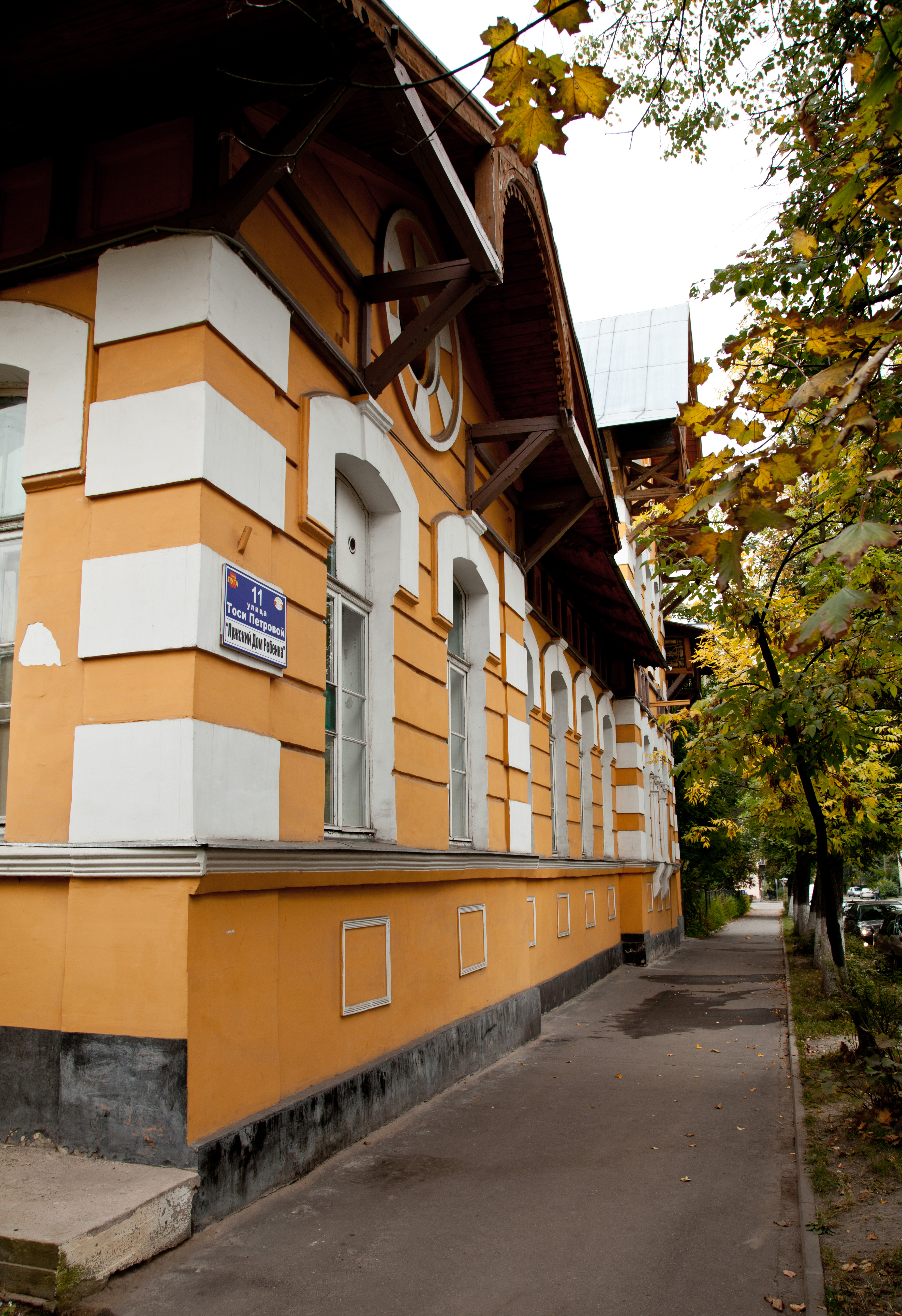
Угол дома (2013)
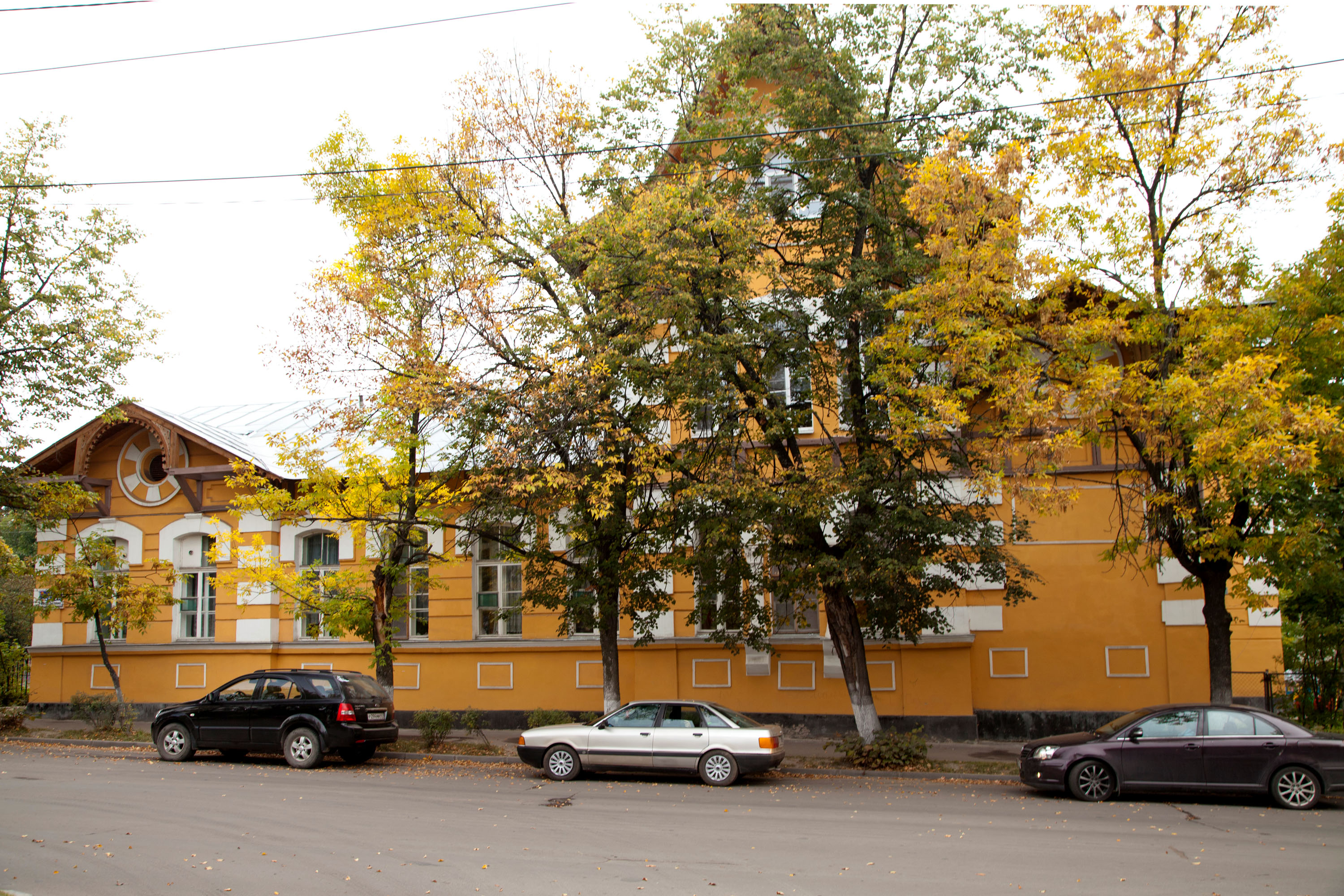
Один из видов здания со стороны улицы (2013)
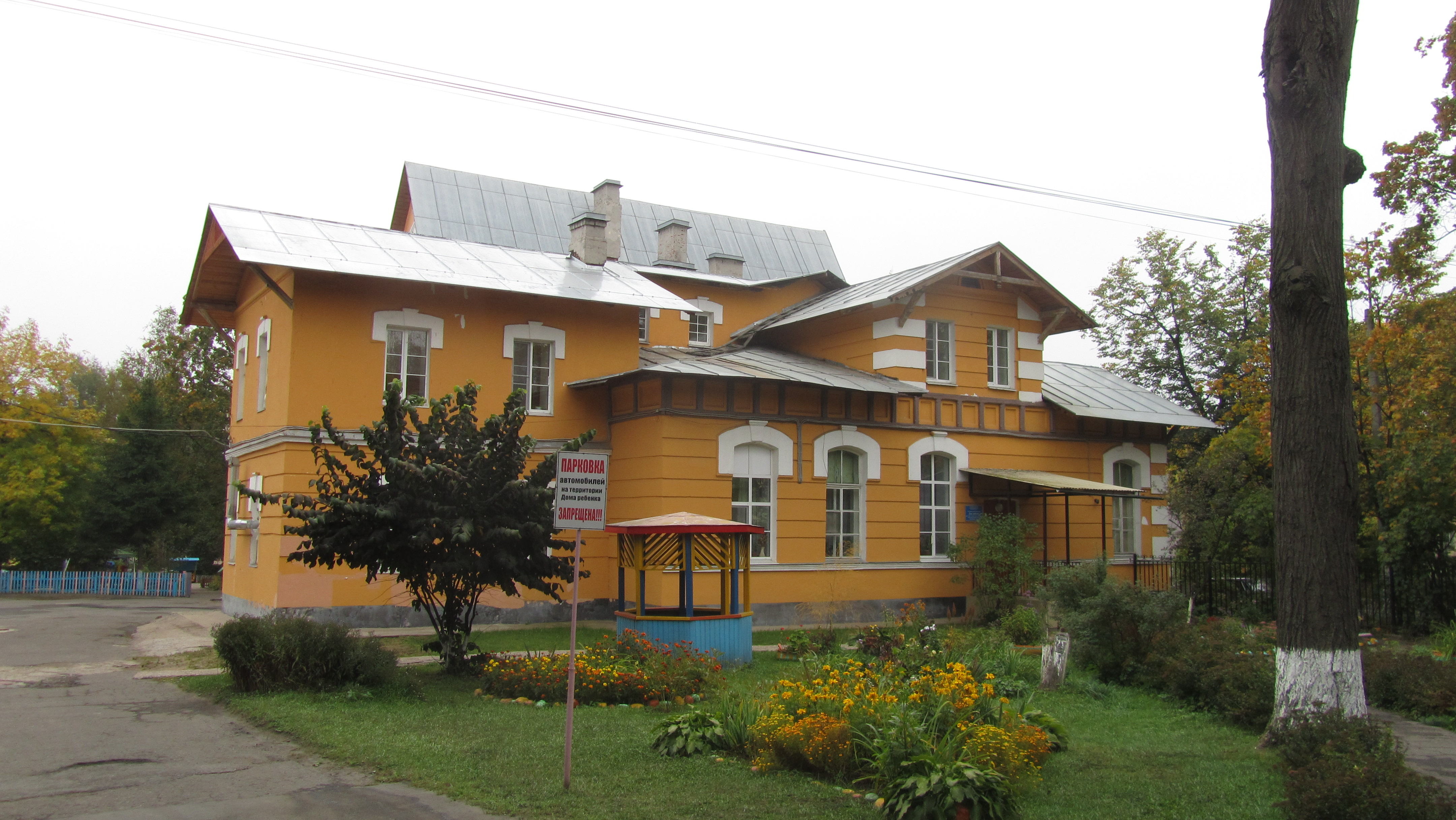
Вид на здание в непосредственной близости (2013)
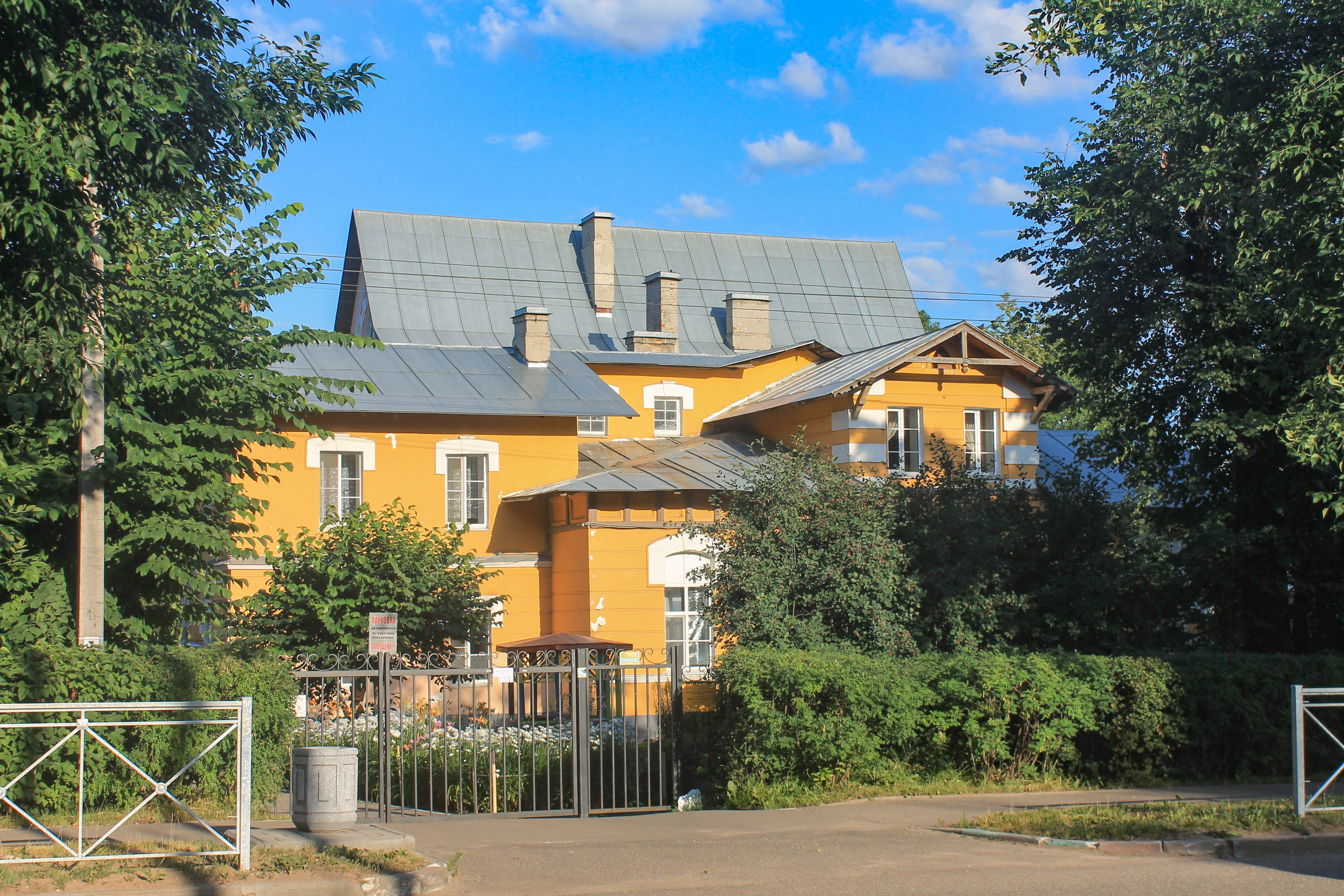
Общий вид здания (2022)